# Grammia confluentis
Grammia confluentis là một loài bướm đêm thuộc phân họ Arctiinae, họ Erebidae.